# I. Lajos spanyol király
I. Lajos (ismert ragadványnevén Ifjú Fülöp, teljes nevén Lajos Fülöp, spanyolul: Luis I de España, Madrid, 1707. augusztus 25. – Madrid, 1724. augusztus 31.), a Bourbon-házból származó spanyol infáns, V. Fülöp spanyol király és Savoyai Mária Lujza legidősebb gyermeke. Apja lemondott a trónról javára, így 1724 januárjától Spanyolország királya még ezen év augusztusában bekövetkezett korai haláláig. Testvérei között van két későbbi uralkodó, VI. Ferdinánd és III. Károly spanyol királyok. Lajos volt a második Bourbon a spanyol trónon.

## Származása
Lajos 1707. augusztus 25-én született Madridban, a Bourbon-ház spanyol ágának tagjaként. Apja V. Fülöp spanyol király, korábban Anjou hercege, aki Bourbon Lajos, a Nagy Dauphin és Bajorországi Mária Anna Viktória második gyermeke volt. Apai nagyapai dédszülei XIV. Lajos francia király és Habsburg Mária Terézia infánsnő (IV. Fülöp spanyol király leánya), míg apai nagyanyai dédszülei Ferdinánd Mária bajor választófejedelem és Savoyai Henrietta Adelheid (I. Savoyai Viktor Amadé leánya) voltak.
Édesanyja a Savoyai-házból származó Mária Lujza Gabriella hercegnő, II. Savoyai Viktor Amadé szárd–piemonti király és Orléans-i Anna Mária királyné harmadik leánya volt. Anyai nagyapai dédszülei II. Savoyai Károly Emánuel herceg és Marie Jeanne Baptiste de Savoie-Nemours (Charles-Amédée de Savoie-Nemours herceg leánya), míg anyai nagyanyai dédszülei I. Fülöp orléans-i herceg és Stuart Henrietta Anna (I. Károly angol király leánya) voltak.
Lajos infáns volt szülei négy fiú gyermeke közül a legidősebb. Legfiatalabb testvére a későbbi VI. Ferdinánd spanyol király volt, két további fivére pedig Fülöp Lajos még csecsemőkorában, míg Fülöp Péter hétéves korában elhunyt. Apja Farnese Erzsébettel kötött második házasságából további hét testvére származott, köztük III. Károly spanyol király, Mária Anna Viktória portugál királyné, I. Fülöp parmai herceg, Mária Terézia Rafaella francia dauphine és Mária Antónia szárd–piemonti királyné is.

## Élete
Apja, V. Fülöp huszonhárom év uralkodás után, 1724. január 15-én mondott le trónjáról fia, Lajos infáns javára. Mindmáig tisztázatlan, hogy Fülöp miért mondott le a trónról, nagy valószínűséggel betegeskedő unokaöccsének, az ifjú XV. Lajos francia királynak korai halálát várta, hogy mint annak legközelebbi férfirokona, megszerezze a francia koronát, az utrechti béke ugyanis megtiltotta a perszonáluniót a Francia Királyság és Spanyolország között. Azonban pár hónap elteltével Lajos elkapta a fekete himlőt, és hét hónap uralkodás után augusztus 31-én elhunyt. Gyermeke nem lévén a trónt apja, V. Fülöp vette vissza.
Lajos infáns még tizennégy éves korában, 1722. január 20-án Lermában vette feleségül az ekkor tizenkét éves, a Bourbon-ház egyik oldalágából, az Orléans-házból való Lujza Erzsébet hercegnőt, II. Fülöp orléans-i herceg és Françoise Marie de Bourbon, Blois kisasszonyának (XIV. Lajos francia király egyik törvénytelen leányának) gyermekét. Házasságuk gyermektelen maradt. I. Lajos királyt végül a San Lorenzo de El Escorial-i királyi kolostorban helyezték örök nyugalomra, a többi spanyol uralkodó mellé.